# Habronestes hunti
Habronestes hunti là một loài nhện trong họ Zodariidae.
Loài này thuộc chi Habronestes. Habronestes hunti được Barbara C. Baehr miêu tả năm 2003.